# ジョージ・リード (アメリカ海軍士官)
ジョージ・キャンベル・リード（英語：George Campbell Read、1788年1月9日 – 1862年8月22日）は、アメリカ海軍の士官で、米英戦争中は帆走フリゲート・コンスティチューションの乗員であった。その後、アルジェリア沿岸およびインド沿岸で勤務した。最終階級は少将。

## 経歴
1788年1月9日、コネチカット州グラストンベリーに生まれる。16歳の時に、士官候補生としてアメリカ海軍に入る。リードが最初に乗組んだのは、帆走フリゲート・コンスティチューションで1806年のことであった。このときの艦長は、叔父であるヒュージ・G・キャンベル大佐であった。この叔父との関係から、二人の大尉（メランクトン・ウールジー（Melancthon Woolsey）とウィリアム・バロウズ（William Burrows））の諍いの密告者であると疑われていた。長い間、ウールジーと何人かの士官は、密告者との扱いに文句も言わずに耐えているリードを遠ざけていた。実際の密告者が艦長の世話係であると判明したとき、ウールジーはリードに謝罪し、なぜ本当の密告者を告げなかったかを尋ねた。リードは「そんなことをしたら、私はあなたが非難するような密告者になってしまいます」と答えた。それ以来、ウールジーはこの事件をリードの自制心と自尊心の例として、しばしば取り上げた。
1810年、士官候補生としての6年の勤務後、リードは大尉に昇進した。米英戦争中はアイザック・ハル代将が指揮するコンスティチューションの乗員であった。1812年8月19日、コンスティチューションが英国フリゲート・ギリエール（HMS Guerriere）を撃破したとき、ハルはリードに対し、英艦に乗り移り降伏を促すように命令した。2ヵ月後の10月25日、リードはスティーブン・ディケイター（Stephen Decatur ）代将のフリゲート・ユナイテッドステーツ（USS United States）の乗員として、英国フリゲート・マケドニアン（HMS Macedonian）を拿捕した。
1815年の第二次バーバリ戦争では、小型スクーナー・チペワ（USS Chippewa）の艇長を務めた。1816年に中佐に昇進し、地中海およびアフリカ沿岸で任務についた。大佐昇進後の1825年にはコンスティチューションの艦長を務めた。1838年から1839年にかけて、インドで米国船を襲っていた海賊船の掃討を行った（東インド艦隊司令官）。
1839年から46年にかけて、フィラデルフィア海軍施設（Philadelphia Naval Asylum）長を務めた。リードはトーマス・ジョーンズ（Thomas Jones）代将、マシュー・ペリー代将、エリー・ラ・ヴェレッテ（Elie La Vallette）大佐、アイザック・マイヨー（Isaac Mayo）と共に、士官候補生の昇進試験の評議委員を務めた。
再び海に戻り、1846年から47年まではアフリカ艦隊（African Squadron）、1847年から49年までは地中海艦隊（Mediterranean Squadron）の司令官を務めた。
1861年に南北戦争が勃発すると、リードは再びフィラデルフィア海軍施設長となった。1862年7月には少将に昇進したが、1ヶ月後の8月22日に死亡した。遺体はフィラデルフィアのローレルヒル霊園に埋葬された。